# Saturday Night (chanson de Natalia Kills)
Vous lisez un « bon article » labellisé en 2014.
Pour les articles homonymes, voir Saturday Night.
Singles de Natalia Kills
Problem
(2013) Trouble
(2014)
Saturday Night est une chanson de l'auteur-compositrice-interprète britannique Natalia Kills, issue de son second album studio, Trouble. Le morceau, composé par Kills et produit par Jeff Bhasker, est commercialisé en guise de second single de l'enregistrement. Mêlant des éléments de synthpop et de bubblegum pop, il traite du désenchantement qui se produit au cours de l'adolescence et aborde les expériences inusitées vécues par l'interprète dans sa jeunesse.
Bien reçue par la presse, la chanson est saluée pour son refrain et ses paroles mêlant ses émotions et ses souvenirs de jeunesse. Les références faites à la violence domestique et au système carcéral sont également appréciées par les journalistes. Le public réserve néanmoins un accueil plus froid au titre qui se classe uniquement dans un palmarès, en Nouvelle-Zélande, dans les trente meilleures ventes.
Un vidéoclip, réalisé par le cinéaste Guillaume Doubet, est mis en ligne afin de promouvoir la chanson. Celui-ci dépeint les difficultés familiales vécues par Kills au cours de son enfance. Le titre, interprété en direct pour la première fois lors d'une célébration organisée par Untitled Magazine, à New York, est dévoilé à la fin du mois de juin 2013. En plus d'être promu par de nombreuses interprétations en direct, un maxi comprenant divers remixes est mis en vente.

## Genèse et composition

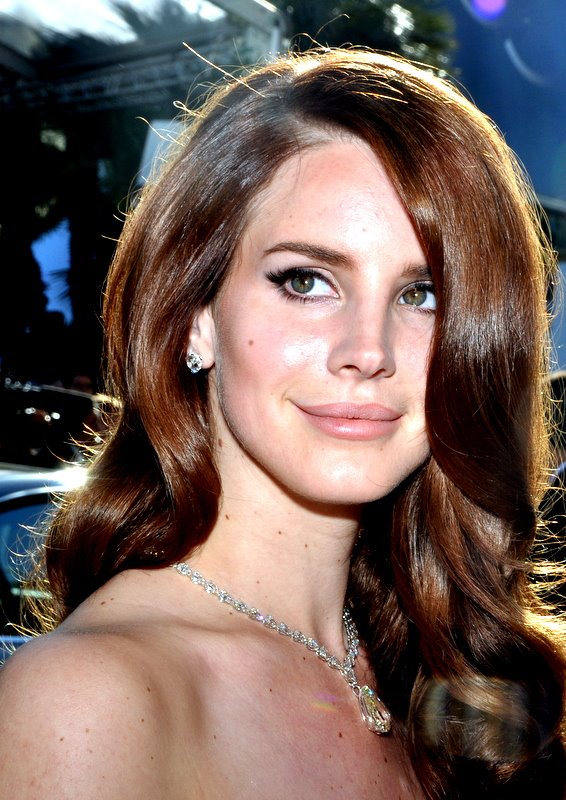
La voix de Kills dans la chanson est comparée à celle de la chanteuse indie Lana Del Rey.

Le titre a été écrit par la chanteuse elle-même et produit par Jeff Bhasker, qui avait précédemment collaboré avec Kills sur son album Perfectionist. La chanson a pour thèmes la difficulté de la jeunesse et le désenchantement que vivent les adolescents face à certains événements. Elle aborde également la façon dont Kills a grandi ainsi que les expériences sombres qu'elle a vécues au cours de sa jeunesse. La violence conjugale subie par sa mère et l'emprisonnement de son père sont entre autres cités,. À propos de l'écriture de ce morceau et de la chanson Problem, elle déclare : « Ça a été très difficile de composer ces titres, parce que j'ai dû confronter certains sentiments refoulés et admettre que j'étais une véritable fautrice de trouble. Par contre, à partir du moment où j'ai commencé à les écrire, je ne pouvais plus m'arrêter. C'était comme une confession »,. Dans une interview donnée au magazine américain Teen Vogue, Kills explique la signification du titre :

« Saturday Night est la trame sonore de ma vie. Alors que j'avais presque quatorze ans, j'ai quitté la maison et je me suis trouvé un emploi, m'imaginant que j'allais devenir une grande célébrité de la télévision. J'étais déterminée à réussir. Je me disais sans cesse que tout irait bien, alors que ça n'était pas le cas — alors que moi-même, j'y croyais pas. La chanson est à propos de la persévérance, de continuer même lorsque cela semble impossible. C'est le fait de se sentir bien alors que rien ne l'est,. »

La chanson est dévoilée au public pour la première fois le 8 mai 2013 lors d'un spectacle au The Box donné dans le cadre d'une fête organisée par Untitled Magazine. Kills y interprète Saturday Night, tout comme un autre titre de l'album Trouble, Boys Don't Cry. Le 28 juin de la même année, la chanson, de même que sa pochette, est dévoilée sur le site web américain Idolator et est commercialisée dans la plupart des pays européens ainsi qu'en Afrique du Sud, puis, dans les jours suivants, mise en vente en Amérique du Nord, en Asie et en Océanie.
Saturday Night, d'une durée de 4 minutes 46, adopte un style new wave, délaissant, selon certains journalistes, les tonalités plus obscures mises en avant dans Perfectionist,. Elle débute avec une courte mélodie de guitare, inspirée par Nancy Sinatra, puis se poursuit avec un rythme et un tempo moyen. Des phrases telles que « Va embrasser la liqueur de son rire / Une autre mallette pleine d'argent » et « Nous brillons comme des vedettes de province / À travers les meilleurs jours de nos vies » sont alors fredonnées. Le refrain repose sur la répétition du titre et le chant à plusieurs reprises de l'onomatopée « Whoa-oh ». Se poursuivent alors les couplets avec d'autres paroles comme « Les garçons que j'ai embrassés ne connaissent pas mon nom / Les larmes que je pleure ont toutes un goût de reproche » et « Je suis une putain de tragédie adolescente »,. Le morceau, plus accessible, à l'instar des titres tels Free ou encore Kill My Boyfriend, rappelle la musique de Lana Del Rey, particulièrement au niveau de la voix,.

## Accueil critique et commercial
La presse accueille Saturday Night de manière généralement positive. Sam Lansky, journaliste pour le site web américain Idolator, décrit le morceau comme le meilleur de la carrière de Kills, encensant sa production vocale, son refrain ainsi que ses paroles. Abordant les caractéristiques de la chanson, il affirme qu'elle « est étrangement propulsive — elle sonne moderne et contemporaine en plus d'être adéquate pour les radios, mais elle n'est pas pour autant une chanson dance préconçue pour les clubs ». D'autre part, Brad O'Mance, écrivant pour la revue musicale Popjustice, note que Kills ne tente pas d'en faire trop sur ce titre, saluant sa décision de réaliser une production plus épurée. De façon similaire, les rédacteurs du site Pop On and On louent la touche de bubblegum pop contenue dans Saturday Night, soulignant ses « gros crochets pops allant et venant sur une production Robyn-esque juste assez prononcée pour préserver l'attitude et la signature de Kills ». Très enthousiaste, Bradley Stern, rédacteur au site musical Muumuse, le décrit comme étant « géant et incontournable », notant les progrès qu'a effectués Kills au niveau de sa voix. Sur une note tout aussi positive, le magazine Swagger New York atteste que la chanson est « légère mais tout de même sexy » tandis que le reporter et mannequin Nik Thakkar salue l'aspect personnel du titre, déclarant qu'il s'agit « de la meilleure production de Jeff Bhasker »,.
Conférant une note de 4 sur 5 au single, les rédacteurs du site musical Arcadey soulignent les sentiments contenus dans ses paroles, amalgamant ces émotions à « un triste déni accompagné de désespoir », alors que ceux du site We Are Pop Slags affirment que la chanson représente un « moment théâtral de la pop »,. La chaîne télévisée Fuse décrit quant à elle Saturday Night comme étant « un sympathique titre rétro new wave mêlant des sonorités synthpop à la Austra et à la The Knife ». Dans le même esprit, le blog MTV Buzzworthy nomme Saturday Night parmi sa liste hebdomadaire des « cinq chansons pop à écouter ». Il estime que la chanson est la meilleure que Kills ait réalisée, la comparant aux « hymnes rocks de fun. et aux obscurs récits musicaux de Lana Del Rey ». À l'instar du périodique Digital Spy qui soutient que le nouveau son de la chanteuse est bien plus « prenant » qu'auparavant, encensant ses crochets « addictifs ». Le site Kick Kick Snare reçoit très positivement la chanson en déclarant : « On pourrait presque croire que l'enfant impossible de Metric, de Marina & the Diamonds, de The Sounds, de Lana Del Rey, de Pat Benatar et de OneRepublic a décidé de créer la chanson parfaite ».
Le succès commercial de Problem commence peu après sa sortie avec l'obtention de la première position des chansons les plus écoutées sur le blog musical Hype Machine. Dans la même période, le single se classe au septième rang du palmarès quotidien des chansons les plus téléchargées en Suède. En septembre 2013, il fait son entrée dans le palmarès néo-zélandais à la 34e position avant d'atteindre la 23e place peu après. Le titre reste ensuite dans le classement pendant une dizaine de semaines avant d'en sortir. Plus tard dans l'année, Saturday Night entre dans le palmarès dance américain en se classant à la 42e position.

## Clip vidéo
La vidéo, réalisée par le cinéaste Guillaume Doubet, est filmée à Los Angeles en mai 2013,. Une première image du clip, utilisée en guise de pochette pour le single, est dévoilée quelque temps après le tournage, le 28 juin 2013. La photographie, une capture issue d'une vidéo amateure, est prise en 1992 et montre Kills alors enfant. Le court-métrage est mis en ligne le 10 juillet de la même année sur la plateforme numérique Vevo. Celui-ci s'ouvre sur une séquence montrant la mère fictive de Kills en train de maquiller un œil au beurre noir. Divers plans dépeignent ensuite la chanteuse dans une pièce accompagnée de ses parents, ces derniers se disputant continuellement. Certaines scènes laissent alors suggérer des problèmes de violence conjugale et de drogue. Kills, souriante, malgré les larmes qui s'emparent d'elle, quitte finalement la salle avant d'y retourner pour s'asseoir sur un sofa avec ses deux parents fictifs. Ensemble, ils regardent une télévision qui diffuse des vidéos, filmées quand la chanteuse était encore une enfant. Cette dernière scène laisse supposer que le court-métrage est en partie autobiographique et s'inspire de l'enfance de la chanteuse.
Le vidéoclip est généralement bien reçu par la presse. Le périodique Muuuse affirme qu'il est « déchirant, stimulant... et sûrement l'un des meilleurs clips de Natalia » tandis que la revue We Are Pop Slags le décrit comme étant « pseudo-dramatique et glamour »,. Dans le même ordre d'idées, le site web Idolator déclare que la vidéo est « sombre, tourmentée et personnelle », saluant la sincérité et la vulnérabilité dont Kills fait part. Dans cette même optique, le journal Kick Kick Snare loue l'honnêteté de la vidéo, attestant : « Merveilleusement racontée à travers des scènes sophistiquées [...], l'histoire brutalement honnête de l'enfance de Natalia est déchirante ».

## Interprétations scéniques

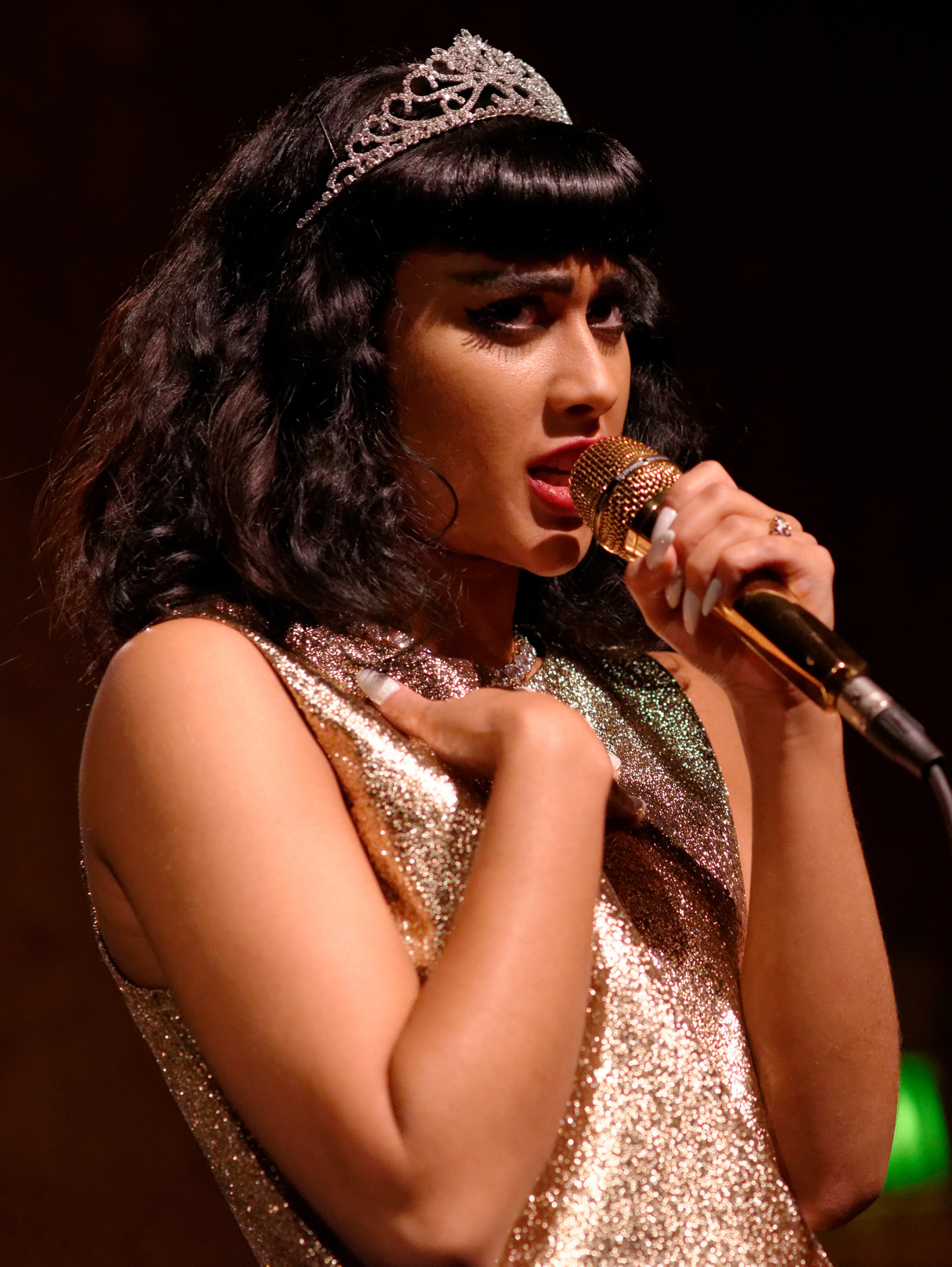
Kills lors d'une représentation au bar Bootleg en février 2014.

Natalia Kills interprète pour la première fois Saturday Night en public le 8 mai 2013 lors d'un événement organisé dans le club new-yorkais The Box par Untitled Magazine pour la publication de son sixième numéro, dont la chanteuse fait la couverture. Le titre est chanté ultérieurement le 26 juin de la même année au Le Bain, un autre club de New York, dans le cadre d'une soirée organisée pour promouvoir les femmes dans le milieu artistique,. Kills chante à nouveau le titre en octobre 2013 dans le cadre d'une performance enregistrée dans les bureaux de Yahoo! et publiée un peu plus tard sur le site web de la société. Toujours pendant le même mois, elle chante Saturday Night dans le cadre d'une interview avec le périodique Clevver Music. Peu après, en novembre, au cours d'un voyage promotionnel en Nouvelle-Zélande, Kills interprète le titre dans les studios de la station de radio ZM.

## Crédits
- Natalia Kills — chant, composition
- Jeff Bhasker — production, composition, programmation, ingénierie, guitare, clavier
- Jimmy Messer — ingénierie, guitare
- Pawel Sek — ingénierie, guitare
- Tony Maserati — mixage

Les crédits musicaux sont issus du livret de l'album Trouble.

## Classement hebdomadaire
| Classement (2013)             | Meilleure position |
| ----------------------------- | ------------------ |
| Nouvelle-Zélande (RMNZ)       | 23                 |
| États-Unis (Dance Club Songs) | 6                  |

## Formats et éditions
| - Numérique 1. Saturday Night – 4:46 | - Numérique (remixes) 1. Saturday Night (Yeasayer Remix) – 4:16 2. Saturday Night (Samantha Ronson vs DK Remix) – 3:58 3. Saturday Night (Gregori Klosman Remix) – 4:51 4. Saturday Night (Lovelife Remix) – 4:29 |

## Historique de sortie
| Pays               | Date             | Format    |
| ------------------ | ---------------- | --------- |
| Afrique du Sud     | 28 juin 2013     | Numérique |
| Belgique           | 28 juin 2013     | Numérique |
| Finlande           | 28 juin 2013     | Numérique |
| Nouvelle-Zélande   | 28 juin 2013     | Numérique |
| Pays-Bas           | 28 juin 2013     | Numérique |
| République tchèque | 28 juin 2013     | Numérique |
| Slovénie           | 28 juin 2013     | Numérique |
| Suisse             | 28 juin 2013     | Numérique |
| Allemagne          | 1er juillet 2013 | Numérique |
| Autriche           | 1er juillet 2013 | Numérique |
| Canada             | 2 juillet 2013   | Numérique |
| États-Unis         | 2 juillet 2013   | Numérique |
| Mexique            | 2 juillet 2013   | Numérique |
| Japon              | 3 juillet 2013   | Numérique |
| Australie          | 5 juillet 2013   | Numérique |